# Jean Boiteux
Jean Auguste Boiteux (Marseille, 20 juni 1933 – Bordeaux, 11 april 2010) was een Frans zwemmer. Hij nam deel aan drie edities van de Olympische Zomerspelen: Helsinki 1952, Melbourne 1956 en Rome 1960. In 1952 werd hij olympisch kampioen op de 400 meter vrije slag. Zijn moeder Bibienne Pellegry en oom Salvator Pellegry waren ook als zwemmer succesvol op de Olympische Spelen.

## Biografie

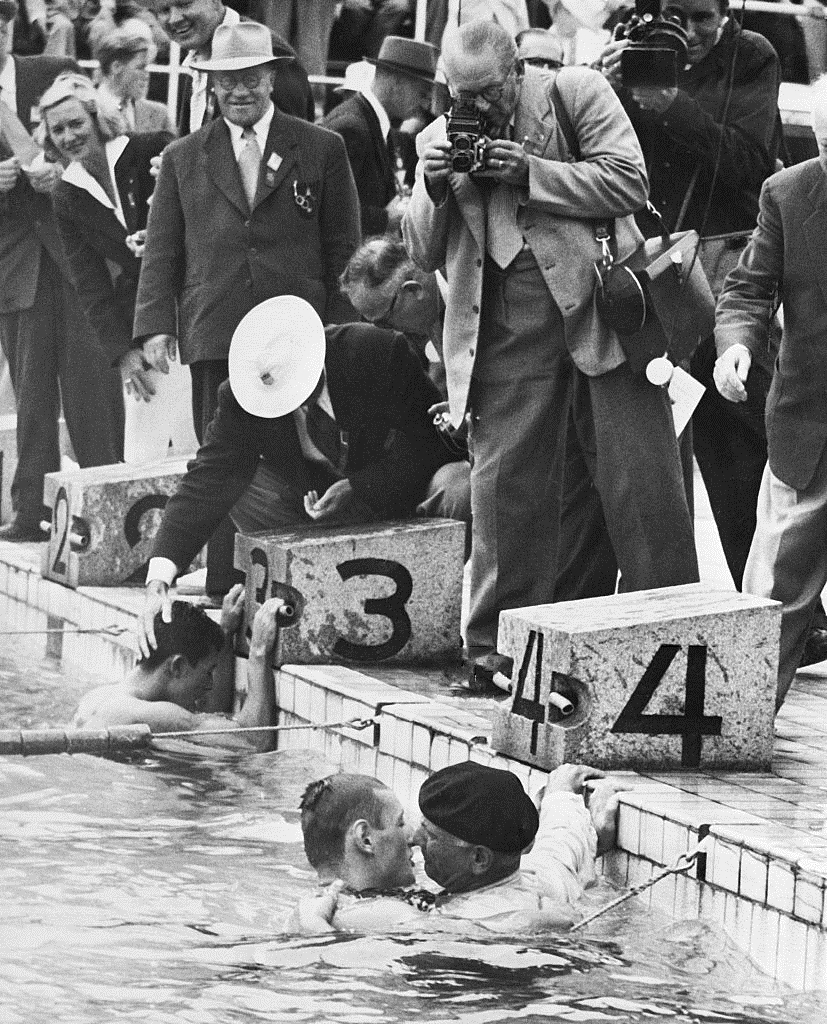
Boiteux' vader feliciteerde zijn zoon na zijn olympische overwinning

Net als zijn moeder Bibienne Pellegry en oom Salvator Pellegry werd Boiteux een succesvol zwemmer. Hij veroverde als eerste Fransman olympisch goud bij het zwemmen, toen hij in 1952 op de Olympische Zomerspelen in Helsinki de 400 meter vrije slag won. Ook won hij er met het team de bronzen medaille op de 4x200 meter vrije slag. Boiteux was een vijftienvoudig Frans kampioen: hij won de 200 meter vrije slag vijf keer (1951-52, 1955-56, 1958), de 400 meter vrije slag zes keer (1950-52, 1953, 1956, 1958) en de 1500 meter vrije slag vier keer (1950-51, 1956, 1958). Gedurende zijn carrière zette hij vijftien Franse records en tien Europese records op zijn naam. Boiteux' olympische gouden medaille werd gewonnen in zijn enige individuele wereldrecord, hoewel hij in 1951 Frankrijk (met Joseph Bernardo, Alexandre Jany en Willy Blioch) hielp een wereldrecord te vestigen op de 4x200 meter vrije slag.
Boiteux bemachtigde in 1950 op de Europese kampioenschappen drie zilveren medailles op de 400 meter, 1500 meter en de 4x200 meter vrije slag. Vier jaar later veroverde hij nog een vierde zilveren medaille op de EK. Verder won hij onder meer dubbel goud op de 400 meter en 1500 meter vrije slag op de Middellandse Zeespelen in zowel 1951 als 1955, naast brons op de 100 meter vrije slag in 1951. Vlak nadat Boiteux in Helsinki de olympische gouden medaille behaalde, sprong zijn vader spontaan het zwembad in om hem te feliciteren. Foto's ervan gingen destijds de wereld rond. Hij werd zelfs bijna gediskwalificeerd, omdat zijn vader in het water sprong terwijl nog niet alle zwemmers waren gefinisht. Boiteux werd in 1982 opgenomen in de International Swimming Hall of Fame. Hij overleed in 2010.

## Erelijst
- Olympische Zomerspelen: 1x , 1x
- Europese kampioenschappen: 4x
- Middellandse Zeespelen: 6x , 1x

1908: Henry Taylor ·
1912: George Hodgson ·
1920: Norman Ross ·
1924: Johnny Weissmuller ·
1928: Alberto Zorrilla ·
1932: Buster Crabbe ·
1936: Jack Medica ·
1948: William Smith ·
1952: Jean Boiteux ·
1956: Murray Rose ·
1960: Murray Rose ·
1964: Don Schollander ·
1968: Mike Burton ·
1972: Brad Cooper ·
1976: Brian Goodell ·
1980: Vladimir Salnikov ·
1984: George DiCarlo ·
1988: Uwe Daßler ·
1992: Jevgeni Sadovy ·
1996: Danyon Loader ·
2000: Ian Thorpe ·
2004: Ian Thorpe ·
2008: Park Tae-hwan ·
2012: Sun Yang ·
2016: Mack Horton ·
2020: Ahmed Hafnaoui ·
2024: Lukas Märtens
- Bibliothèque nationale de France: cb13819335t (data)
- International Standard Name Identifier: 0000 0000 7809 4845
- Virtual International Authority File: 120173078